# La Tête à Toto (série télévisée d'animation)
La Tête à Toto est une mini-série d'animation française, adaptée des livres de Serge Bloch édités par Bayard Presse.
Chaque épisode illustre une seule blague. Diffusée initialement sur Canal J, elle est également accessible sur le site des éditions Bayard, Bayam et dans Mobiclic à partir du n°143 (mai-juin 2012), où les blagues des Moblicliqueurs ont été remplacées par des épisodes de Toto.

## Voix
- David Garcia : Toto, Gogo
- Éric Chevalier : le père, Flagada
- Marie Diot : la mère, la maîtresse, Mimi

Sous la direction : Benoît Du Pac.

## Épisodes
1. Dis papa, t'as vu ?
2. 20/20
3. Tu devines...
4. Même pas vrai
5. T'as vu l'heure ?
6. Tu paries ?
7. À boire !
8. Des sous !
9. Papa suis plus
10. Le bisou
11. Les mouches
12. C'est combien
13. Au feu !
14. 2x3
15. À la douche !
16. Harcelé
17. Aïe, mes cheveux !
18. Zéro pointé
19. Zut, la rentrée
20. À bas le dirlo
21. Aïe, mes fesses !
22. Allo, la terre
23. Mal à la tête
24. C'est mon papa !
25. Raplapla
26. Bonne nouvelle
27. Tokyo au Québec
28. Ça déborde
29. Fais pas ci, fais pas ça
30. Maman a des cheveux blancs
31. Bon appétit !
32. Toto et le téléphone
33. Trop fastoche
34. Tiens-toi bien
35. C'est quoi la fin
36. Trop dégueu
37. Pas envie
38. Titres inconnus
39. Titres inconnus
40. Titres inconnus